# John McKibbon
John McKibbon, né le 14 septembre 1939, à Grand Sudbury, en Ontario, est un ancien joueur canadien de basket-ball.